# Bendogarap
Bendogarap is een bestuurslaag in het regentschap Kebumen van de provincie Midden-Java, Indonesië. Bendogarap telt 1383 inwoners (volkstelling 2010).